# Shadowrun (jogo eletrônico de 1993)
Shadowrun  é uma RPG eletrônico de ação fantasia científica/cyberpunk para Super Nintendo Entertainment System (SNES) baseado no jogo de RPG de mesa Shadowrun. O jogo foi desenvolvido pela empresa australiana Beam Software e lançado pela primeira vez em 1993 pela Data East..